# AC Sparta Praha „B“ 2021/2022
Tento článek se podrobně zabývá událostmi ve fotbalovém klubu AC Sparta Praha „B“ v sezoně 2021/22 a jeho působení v lize. V nedokončeném předchozím ročníku skončila sparťanská rezerva na 1. místě tabulky, což jí vyneslo postup do druhé ligy.

## Soupiska, statistiky
| Č. | Pozice | Nár.              | Hráč            | Datum narození a věk       | 2021/22 | 2021/22 | 2021/22 | 2021/22   |    |
| Č. | Pozice | Nár.              | Hráč            | Datum narození a věk       | Z       | Gól     |         | Vyloučení |    |
| -- | ------ | ----------------- | --------------- | -------------------------- | ------- | ------- | ------- | --------- | -- |
| 2  | O      | Česko             | Martin Suchomel | 11. září 2002 (22 let)     | 11      | 1       | 4       | 0         | —  |
| 3  | O      | Česko             | Milan Piško     | 6. března 1996 (29 let)    | 12      | 0       | 3       | 0         | 1L |
| 4  | O      | Ukrajina          | Vadim Červak    | 27. května 1999 (25 let)   | 3       | 0       | 2       | 1         | —  |
| 5  | O      | Česko             | Václav Dudl     | 22. září 1999 (25 let)     | 14      | 1       | 4       | 0         | 1L |
| 6  | Z      | Česko             | Lukáš Vácha     | 13. května 1989 (35 let)   | 5       | 1       | 1       | 0         | 1L |
| 7  | Z      | Česko             | Petr Pudhorocký | 13. června 2001 (23 let)   | 14      | 0       | 2       | 0         | —  |
| 8  | Z      | Česko             | Tomáš Jonáš     | 28. května 2001 (23 let)   | 15      | 0       | 4       | 0         | —  |
| 9  | Ú      | Česko             | Václav Sejk     | 18. května 2002 (22 let)   | 15      | 4       | 6       | 1         | —  |
| 10 | Ú      | Česko             | Vojtěch Patrák  | 20. března 2000 (24 let)   | 9       | 1       | 2       | 0         | 1L |
| 11 | Ú      | Česko             | Matyáš Kozák    | 4. května 2001 (23 let)    | 9       | 4       | 0       | 0         | —  |
| 12 | Z      | Česko             | Matěj Ryneš     | 30. května 2001 (23 let)   | 14      | 3       | 5       | 1         | —  |
| 13 | O      | Gruzie            | Iva Gelašvili   | 8. dubna 2001 (23 let)     | 11      | 1       | 3       | 0         | —  |
| 14 | Z      | Česko             | Dominik Šimáček | 17. března 2000 (25 let)   | 4       | 0       | 2       | 0         | —  |
| 15 | Z      | Česko             | Karel Tvaroh    | 15. ledna 1999 (26 let)    | 3       | 0       | 0       | 0         | —  |
| 16 | Ú      | Česko             | Václav Drchal   | 25. července 1999 (25 let) | 5       | 2       | 0       | 0         | A  |
| 17 | Z      | Česko             | Tomáš Schánělec | 20. června 2002 (22 let)   | 11      | 2       | 0       | 0         | —  |
| 18 | Ú      | Bulharsko         | Martin Minčev   | 22. dubna 2001 (23 let)    | 3       | 2       | 0       | 0         | A  |
| 19 | O      | Česko             | Martin Vitík    | 21. ledna 2003 (22 let)    | 11      | 3       | 4       | 0         | A  |
| 20 | Ú      | Česko             | Daniel Turyna   | 26. února 1998 (27 let)    | 7       | 0       | 0       | 0         | —  |
| 21 | O      | Česko             | Martin Ambler   | 8. července 2000 (24 let)  | 6       | 0       | 3       | 0         | —  |
| 22 | B      | Česko             | Jakub Tůma      | 17. května 2002 (22 let)   | 1       | 0       | 0       | 0         | —  |
| 23 | Z      | Nigérie           | Nelson Okeke    | 25. března 2002 (22 let)   | 4       | 0       | 2       | 0         | —  |
| 24 | O      | Česko             | Dalibor Večerka | 12. března 2003 (22 let)   | 4       | 0       | 0       | 0         | —  |
| 25 | O      | Česko             | Adam Gabriel    | 28. května 2001 (23 let)   | 13      | 2       | 2       | 0         | A  |
| 26 | O      | Česko             | Patrik Vydra    | 20. června 2003 (21 let)   | 2       | 0       | 0       | 0         | —  |
| 27 | Z      | Česko             | Filip Souček    | 18. září 2000 (24 let)     | 1       | 0       | 0       | 0         | A  |
| 28 | Ú      | Česko             | Matěj Pulkrab   | 23. května 1997 (27 let)   | 1       | 0       | 0       | 0         | A  |
| 29 | O      | Česko             | Ondřej Čelůstka | 18. června 1989 (35 let)   | 1       | 0       | 0       | 0         | A  |
| 30 | Z      | Česko             | David Holoubek  | 19. června 2002 (22 let)   | 4       | 0       | 0       | 0         | —  |
| 31 | Ú      | Pobřeží slonoviny | Youssouf Dao    | 5. března 1998 (27 let)    | 2       | 0       | 0       | 0         | —  |
| 34 | Ú      | Česko             | Filip Šilhart   | 17. března 2002 (23 let)   | 8       | 1       | 2       | 0         | —  |
| 40 | B      | Česko             | František Kotek | 3. ledna 1999 (26 let)     | 11      | 0       | 1       | 0         | A  |
| 44 | B      | Česko             | Milan Heča      | 21. března 1991 (33 let)   | 3       | 0       | 0       | 0         | A  |
| 77 | B      | Slovensko         | Dominik Holec   | 28. července 1994 (30 let) | 1       | 0       | 0       | 0         | A  |

Poznámky
- A – Hráč je členem A-týmu, v B-týmu např. pro rozehrání po zranění; 1L – Hráč má na kontě prvoligový start za Spartu A.
- V tabulce uvedeni pouze hráči, kteří odehráli alespoň jeden zápas.

## Liga

### Přehled
| 0        | 1 | 2 | 3 | 4 | 5 | 6 | 7 | 8 | 9 | 10 | 11 | 12 | 13 | 14 | 15 | 16 | 16 | 17 | 18 | 19 | 20 | 21 | 22 | 23 | 24 | 25 | 26 | 27 | 28 | 29 | 30 |
| -------- | - | - | - | - | - | - | - | - | - | -- | -- | -- | -- | -- | -- | -- | -- | -- | -- | -- | -- | -- | -- | -- | -- | -- | -- | -- | -- | -- | -- |
| Výsledek | V | D | V | D | V | D | D | V | D | V  | D  | V  | D  | V  | D  | x  | V  |    |    |    |    |    |    |    |    |    |    |    |    |    |    |
| Pozice   | 6 | 1 | 3 | 8 | 5 | 4 | 3 | 2 | 2 | 3  | 2  | 2  | 2  | 2  | 2  | 2  | 2  |    |    |    |    |    |    |    |    |    |    |    |    |    |    |

### Zápasy

#### Podzimní část
| 1 24. července 2021 | MFK Chrudim                          | 0 : 1 | AC Sparta Praha „B“                                                                                 | Stadion Za Vodojemem, Chrudim                                    |  |
| 10:30 | Petr Rybička 78' Petr Rybička 90'+4' | [ 2 ] | 34' Vadim Červak 35' Nelson Okeke 38' Adam Gabriel 55' Václav Sejk 75' Tomáš Jonáš 78' Vadim Červak | Diváci: 1 055 Rozhodčí: Tomáš Batík AR: Jakub Mojžíš, Petr Líkař |  |
| Poznámky: AC Sparta Praha „B“: Kotek – Suchomel, Červak, Piško (C), Gabriel – Ryneš (84. Dudl), Okeke, Jonáš, Patrák (81. Gelašvili) – Tvaroh (90.+1. Kozák), Sejk (84. Turyna). Trenér Horňák MFK Chrudim: Mikulec – Trávníček (76. Čáp), Tkadlec, Fišl, Hašek – Breda (67. Kesner), Průcha, Řezníček, Juliš (46. Šípek) – Surmaj (60. Šplíchal), Rybička (C). Trenér Veselý |                                      |       | |                                                                  |  |

| 2 1. srpna 2021 | AC Sparta Praha „B“                                                                                             | 4 : 0 | 1. SK Prostějov                     | Stadion Evžena Rošického, Praha                                     |  |
| 10:30 | Václav Drchal 24' (pen.) Roman Bala 45'+1' (vl.) Nelson Okeke 47' Lubomír Machynek 56' (vl.) Vojtěch Patrák 85' | [ 3 ] | 23' Daniel Bialek 36' Daniel Bialek | Diváci: 327 Rozhodčí: Zbyněk Proske AR: Martin Leška, Karel Mikeska |  |
| Poznámky: AC Sparta Praha „B“: Kotek – Suchomel, Vitík (46. Gelašvili), Piško (C), Gabriel – Ryneš (81. Dudl), Okeke (72. Pudhorocký), Jonáš, Minčev – Drchal (46. Patrák), Sejk (72. Turyna). Trenér Horňák 1. SK Prostějov: Mucha – Zapletal, Machynek, Bialek, Bala – Žák (60. Koudelka), Omale, Bartolomeu (83. Hausknecht), Jiráček (C) – Kušej (60. Vichta), Vlachovský (39. Kadlec). Trenér Jarošík | |       |                                     |                                                                     |  |

| 3 8. srpna 2021 | FK Varnsdorf                                                                                        | 3 : 1 | AC Sparta Praha „B“                                                                                      | Městský fotbalový stadion v Kotlině, Varnsdorf                        |  |
| 17:00 | Tomáš Lauko 27' Bojan Đorđić 44' Bojan Đorđić 64' Dominik Žák 85' Bojan Đorđić 87' Adam Richter 88' | [ 4 ] | 29' Václav Sejk 34' Matěj Ryneš 71' Milan Piško 78' Matěj Ryneš 88' Daniel Turyna 90'+1' František Kotek | Diváci: 899 Rozhodčí: Ladislav Szikszay AR: Jiří Pečenka, Michal Volf |  |
| Poznámky: AC Sparta Praha „B“: Kotek – Suchomel, Červak, Piško (C), Gabriel – Ryneš (87. Kozák), Okeke (59. Dudl), Jonáš, Tvaroh (59. Turyna) – Patrák, Sejk. Trenér Horňák FK Varnsdorf: Richter – Rudnyckyj (C), Zbrožek, Penc, Richter – Žák (90.+3. Pajkrt), Bláha – Lauko (79. Kubista), Đorđić, Ondráček (68. Schön) – Velich (79. Heppner). Trenér Drsek | |       | |                                                                       |  |

| 4 15. srpna 2021 | AC Sparta Praha „B“                                                                 | 0 : 3 | FK Viktoria Žižkov                                                                                                 | Stadion Evžena Rošického, Praha                                   |  |
| 10:30 | Matěj Ryneš 42' Matěj Ryneš 42' Václav Sejk 57' Vojtěch Patrák 61' Martin Vitík 86' | [ 5 ] | 16' Igor Súkenník 26' Augusto Batioja 41' Augusto Batioja 74' Tadeáš Zeman 83' Augusto Batioja 90'+1' Pavel Soukup | Diváci: 835 Rozhodčí: Petr Dorušák AR: Jan Dohnálek, Lukáš Lakomý |  |
| Poznámky: AC Sparta Praha „B“: Heča – Suchomel, Vitík, Piško (C), Gabriel (72. Tvaroh) – Ryneš, Pudhorocký (59. Dudl), Jonáš, Patrák (72. Šimáček) – Drchal (66. Kozák), Sejk (66. Turyna). Trenér Horňák FK Viktoria Žižkov: Soukup – Muleme, Gabriel, Březina, Řezáč (21. Koželuh) – Súkenník (C), Sixta (60. Richter) – Nabijev (86. Hossam), Petrlák (60. Zeman), Bazal – Batioja (86. Fawzy). Trenér Oulehla |                                                                                     |       | |                                                                   |  |

| 5 21. srpna 2021 | 1. FK Příbram                                     | 0 : 2 | AC Sparta Praha „B“                                                                | Na Litavce, Příbram                                                   |  |
| 17:00 | René Dedič 12' Denis Halinský 22' Tomáš Pilík 45' | [ 6 ] | 26' Václav Dudl 37' Milan Piško 39' Matyáš Kozák 71' Václav Sejk 89' Iva Gelašvili | Diváci: 820 Rozhodčí: Ondřej Cieslar AR: Jaroslav Poživil, Petr Líkař |  |
| Poznámky: AC Sparta Praha „B“: Kotek – Dudl (60. Červak), Gelašvili, Piško (C), Suchomel – Ambler (71. Okeke), Jonáš, Pudhorocký (71. Šilhart), Patrák – Kozák (80. Vácha), Sejk. Trenér Horňák 1. FK Příbram: Kočí – Cmiljanović, Mezera, Halinský, Sus – Vávra (60. Voltr), Soldát (60. Petrák), Zorvan, Pilík (C), Langhamer (75. Procházka) – Dedič. Trenér Valachovič |                                                   |       |                                                                                    |                                                                       |  |

| 6 29. srpna 2021 | AC Sparta Praha „B“                                                                                      | 4 : 1 | FC MAS Táborsko | Stadion Evžena Rošického, Praha                                         |  |
| 10:30 | Adam Gabriel 20' Matyáš Kozák 25' Martin Vitík 57' Martin Ambler 77' Tomáš Schánělec 82' Lukáš Vácha 89' | [ 7 ] | 5' Muhamed Tijani 58' Jiří Boula 65' Marek Icha 71' Matěj Brabec (mimo hřiště) 78' Miloš Kopečný 90' Jakub Matoušek | Diváci: 423 Rozhodčí: Josef Krejsa AR: Jakub Šimáček, Milan Vyhnanovský |  |
| Poznámky: AC Sparta Praha „B“: Kotek – Dudl, Vitík, Piško (C), Gabriel – Ryneš, Jonáš, Pudhorocký (86. Šimáček), Patrák (56. Ambler) – Kozák (72. Schánělec), Sejk (86. Vácha). Trenér Horňák FC MAS Táborsko: Pecháček – Tusjak, Holiš, Almeida (84. Rydval), Navrátil (C) – Boula, Icha (80. Drozd), Plachý (66. Provazník), Vozihnoj (46. Kopečný) – Miranda, Tijani (46. Matoušek). Trenér Brožek | |       | |                                                                         |  |

| 7 12. září 2021 | AC Sparta Praha „B“                                                                      | 1 : 0 | FK Ústí nad Labem                   | Stadion Evžena Rošického, Praha                                           |  |
| 10:30 | Václav Sejk 20' Tomáš Jonáš 37' Martin Suchomel 50' Adam Gabriel 60' Dominik Šimáček 82' | [ 8 ] | 43' Daniel Chodora 83' Michal Bílek | Diváci: 362 Rozhodčí: Tomáš Vychodil AR: Michal Novák, Alexandr Černoevič |  |
| Poznámky: AC Sparta Praha „B“: Kotek – Suchomel, Vitík, Čelůstka (C), Gabriel – Ryneš, Jonáš, Pudhorocký (73. Šimáček), Minčev (61. Ambler) – Pulkrab (61. Schánělec), Sejk (90.+3. Piško). Trenér Horňák FK Ústí nad Labem: Plachý – Alexandr (81. Cantin), Bílek (C), Brak, Čičovský, Emmer, Gonzalez, Hudec, Chodora, Jiránek (66. Ogiomade), Strada. Trenér Jindráček |                                                                                          |       |                                     |                                                                           |  |

| 8 18. září 2021 | MFK Vyškov                                                                                   | 2 : 3  | AC Sparta Praha „B“ | Sportovní areál Drnovice, Drnovice                                     |  |
| 10:30 | Ondřej Vintr 16' David Jambor 28' Bienvenue Kanakimana 40' Ondřej Vintr 59' Ahmed Fofana 78' | [ 10 ] | 16' Milan Piško 39' Martin Minčev 52' Martin Minčev 65' Martin Suchomel 77' Matěj Ryneš 82' Filip Šilhart 88' Matěj Ryneš | Diváci: 1 173 Rozhodčí: Petr Vít AR: Zdeněk Dobrovolný, Lukáš Slavíček |  |
| Poznámky: AC Sparta Praha „B“: Kotek – Suchomel, Piško (C), Vitík, Dudl – Ambler (78. Schánělec), Pudhorocký (88. Gelašvili), Jonáš, Ryneš – Minčev (78. Šilhart), Sejk. Trenér Horňák MFK Vyškov: Šustr – Cabadaj (46. Vintr), Fofana, Ilko, Jambor (81. Lahodný), Kanakimana (81. Klesa), Němeček (C), Slaměna (86. Jambor), Srubek, Štěpánek, Vintr (68. Simr). Trenér Horáček |                                                                                              |        | |                                                                        |  |

| 9 26. září 2021 | AC Sparta Praha „B“ | 2 : 3  | FC Sellier & Bellot Vlašim                                                                                    | Stadion Evžena Rošického, Praha                                          |  |
| 10:30 | Martin Suchomel 17' Václav Dudl 30' Václav Sejk 45'+2' Matyáš Kozák 62' Martin Ambler 67' Matyáš Kozák 90'+2' Tomáš Jonáš 90'+5' | [ 11 ] | 6' Jakub Křišťan 21' Filip Blecha 27' Denis Alijagić 31' Denis Alijagić 34' Denis Alijagić 60' Marek Červenka | Diváci: 593 Rozhodčí: Dalibor Černý AR: Karel Mikeska, Milan Vyhnanovský |  |
| Poznámky: AC Sparta Praha „B“: Kotek – Dudl (46. Gabriel), Vitík, Piško (C), Suchomel – Ryneš, Jonáš, Pudhorocký, Ambler (68. Šilhart) – Schánělec (46. Kozák), Sejk. Trenér Horňák FC Sellier & Bellot Vlašim: Řehák – Alijagić (81. Janda), Blecha, Breda (C), Broukal, Červenka, Hošek, Křišťan, Rigo (59. Zinhasović), Svoboda, Višinský (90.+3. Starý). Trenér Hyský | |        | |                                                                          |  |

| 10 1. října 2021 | FC Zbrojovka Brno                                            | 2 : 1  | AC Sparta Praha „B“                                    | MFS Srbská, Brno                                                  |  |
| 17:00 | Jakub Přichystal 12' Jakub Přichystal 48' Jakub Řezníček 64' | [ 12 ] | 47' Václav Sejk 50' Lukáš Vácha 90'+1' Dominik Šimáček | Diváci: 4 018 Rozhodčí: Tomáš Batík AR: Radek Kotík, Vít Melichar |  |
| Poznámky: AC Sparta Praha „B“: Kotek – Vitík, Piško, Gelašvili – Ryneš (80. Dudl), Jonáš, Pudhorocký (85. Schánělec), Vácha (C) (68. Šimáček), Gabriel – Kozák, Sejk. Trenér Horňák FC Zbrojovka Brno: Berkovec – Bariš, Štěrba, Šural (68. Endl), Hrabina – Ševčík (72. Štepanovský), Texl – Přichystal (90.+3. Hlavica), Hladík, Fousek (72. Moravec) – Řezníček (C). Trenér Dostálek |                                                              |        |                                                        |                                                                   |  |

| 11 17. října 2021 | AC Sparta Praha „B“                                                                                       | 4 : 0  | FK Fotbal Třinec              | Stadion Evžena Rošického, Praha                                   |  |
| 10:30 | Adam Gabriel 30' Václav Sejk 45' Tomáš Schánělec 55' Martin Suchomel 58' Martin Vitík 69' Václav Dudl 71' | [ 13 ] | 45' Jakub Bolf 45' Tidiane Ba | Diváci: 347 Rozhodčí: Pavel Orel AR: Lukáš Slavíček, Lukáš Machač |  |
| Poznámky: AC Sparta Praha „B“: Heča – Suchomel, Vitík, Piško (C) (78. Gelašvili), Gabriel – Dudl, Jonáš (78. Vácha), Pudhorocký (64. Holoubek), Ryneš (36. Šilhart) – Schánělec (78. Večerka), Sejk. Trenér Horňák FK Fotbal Třinec: Adamuška – Ba, Bolf, Foltyn, Habusta (C) (76. Weber), Juřena, Kania (70. Puchel), Ntoya (76. Javůrek), Omasta, Petráň (76. Buneš), Šteinhübel. Trenér Zbončák | |        |                               |                                                                   |  |

| 12 22. října 2021 | FC Vysočina Jihlava             | 0 : 0  | AC Sparta Praha „B“                  | Stadion v Jiráskově ulici, Jihlava                                   |  |
| 17:00 | Luis Arroyo 50' Adam Ritter 82' | [ 14 ] | 30' Václav Dudl 45'+3' Iva Gelašvili | Diváci: 653 Rozhodčí: Pavel Franěk AR: Jakub Hrabovský, Michal Novák |  |
| Poznámky: AC Sparta Praha „B“: Kotek – Gelašvili, Piško (C), Vitík (46. Šilhart) – Dudl, Jonáš, Ryneš, Pudhorocký (89. Večerka), Gabriel – Drchal, Schánělec (76. Turyna). Trenér Horňák FC Vysočina Jihlava: Vejmola – Pojezný, Štefánek, Vlček – Peřina (79. Fila), Selnar (63. Shudeiwa), Lacko (C), Tureček, Arroyo (79. Ritter) – Vedral (84. Laye Tall), Křivánek (84. Franěk). Trenér Kameník |                                 |        |                                      |                                                                      |  |

| 13 31. října 2021 | AC Sparta Praha „B“ | 5 : 1  | FK Dukla Praha                                                                                    | Stadion Evžena Rošického, Praha                                      |  |
| 10:30 | Iva Gelašvili 24' Petr Pudhorocký 27' Martin Vitík 42' Matěj Ryneš 75' Martin Vitík 81' Martin Suchomel 87' Filip Šilhart 90'+2' | [ 15 ] | 2' Marek Fábry 25' Jan Peterka 36' Lukáš Buchvaldek 70' David Kozel 86' David Kozel (mimo hřiště) | Diváci: 613 Rozhodčí: Tomáš Ulrich AR: Jaroslav Poživil, Jakub Bureš |  |
| Poznámky: AC Sparta Praha „B“: Holec – Suchomel, Vitík, Gelašvili, Gabriel – Dudl (89. Holoubek), Jonáš, Pudhorocký (89. Šilhart), Ryneš – Sejk (C) (85. Turyna), Drchal (67. Schánělec). Trenér Horňák FK Dukla Praha: Rada – Souček, Kulhánek, Kozma (C), Ruml (81. Šebrle) – Cienciala (60. Faleye), Barac, Buchvaldek, Kozel (81. Pázler), Peterka – Fábry (84. Hrubeš). Trenér Pilný | |        |                                                                                                   |                                                                      |  |

| 14 6. listopadu 2021 | SFC Opava | 2 : 0  | AC Sparta Praha „B“                                                                                      | Městský stadion, Opava                                                            |  |
| 14:00 | Matěj Helešic 15' (pen.) Matěj Helešic 27' Jan Kadlec 33' Joss Didiba 45' Denis Darmovzal 47' Denis Kramář 71' Tomáš Digaňa 90'+3' | [ 16 ] | 14' Václav Dudl 45' Petr Pudhorocký 66' Matěj Ryneš 68' Iva Gelašvili 83' Vojtěch Patrák 87' Václav Sejk | Diváci: 1 268 Rozhodčí: Ondřej Pechanec AR: Zdeněk Dobrovolný, Alexandr Černoevič |  |
| Poznámky: AC Sparta Praha „B“: Kotek – Suchomel (71. Patrák), Večerka, Gelašvili, Gabriel – Dudl (58. Šilhart), Pudhorocký, Jonáš, Ryneš (80. Dao) – Sejk (C), Schánělec (58. Kozák). Trenér Horňák SFC Opava: Digaňa – Kadlec, Janoščin, Hnaníček (C), Celba – Rychlý, Darmovzal (61. Kramář) – Helešic (86. Ščudla), Didiba, Pikul (61. Rataj) – Holík (90. Gorčica). Trenér West | |        | |                                                                                   |  |

| 15 21. listopadu 2021 | AC Sparta Praha „B“                                                                  | 2 : 1  | SK Líšeň                           | Stadion Evžena Rošického, Praha                                         |  |
| 10:30 | Václav Drchal 3' Filip Šilhart 32' Tomáš Jonáš 47' Martin Vitík 60' Martin Vitík 82' | [ 17 ] | 65' Jaroslav Málek 88' Tom Ulbrich | Diváci: 382 Rozhodčí: Zbyněk Proske AR: Lukáš Lakomý, Stanislav Pochylý |  |
| Poznámky: AC Sparta Praha „B“: Heča – Gelašvili, Vitík, Vydra – Šilhart (87. Patrák), Holoubek (79. Večerka), Jonáš, Pudhorocký, Gabriel – Sejk (C), Drchal (71. Schánělec). Trenér Horňák SK Líšeň: Veselý – Lutonský, Ševčík (C), Jeřábek, Pašek (86. Chwaszcz) – Kučera – Rolinek (86. Burda), Matocha (78. Stáňa), Málek, Bednář (78. Ulbrich) – Silný. Trenér Valachovič |                                                                                      |        |                                    |                                                                         |  |

| 16 27. listopadu 2021 | 1. SK Prostějov | odloženo | AC Sparta Praha „B“ | Stadion Za Místním nádražím, Prostějov |  |  |
|                       |                 |          |                     |                                        |  |  |
|                       |                 |          |                     |                                        |  |  |

| 16 4. prosince 2021 | 1. SK Prostějov                    | 1 : 0  | AC Sparta Praha „B“                                  | Stadion Za Místním nádražím, Prostějov                                |  |
| 13:30 | Jan Schaffartzik 60' Filip Žák 83' | [ 19 ] | 48' Václav Sejk 62' Václav Sejk 90'+3' Martin Ambler | Diváci: 270 Rozhodčí: Marek Radina AR: Lukáš Matoušek, Pavel Pospíšil |  |
| Poznámky: AC Sparta Praha „B“: Tůma – Vydra, Gelašvili, Souček (57. Patrák) – Dudl (87. Ambler), Holoubek (87. Schánělec), Pudhorocký, Vácha (C), Ryneš (87. Dao) – Sejk, Kozák (69. Turyna). Trenér Horňák 1. SK Prostějov: Mucha – Stříž, Bialek, Schuster (C), Bartolomeu (70. Vichta) – Kopřiva, Žák, Jiráček, Schaffartzik – Koudelka – Kušej (89. Vlachovský). Trenér Šmejkal |                                    |        |                                                      |                                                                       |  |

#### Jarní část
| 17 6. března 2022 | AC Sparta Praha „B“ |  | FK Varnsdorf | Stadion Evžena Rošického, Praha |  |  |
| 10:30             |                     |  |              |                                 |  |  |
|                   |                     |  |              |                                 |  |  |

| 18 13. března 2022 | FK Viktoria Žižkov |  | AC Sparta Praha „B“ | eFotbal aréna, Praha |  |  |
| 10:15              |                    |  |                     |                      |  |  |
|                    |                    |  |                     |                      |  |  |

| 19 20. března 2022 | AC Sparta Praha „B“ |  | 1. FK Příbram | Stadion Evžena Rošického, Praha |  |  |
| 10:30              |                     |  |               |                                 |  |  |
|                    |                     |  |               |                                 |  |  |

| 20 26. března 2022 | FC MAS Táborsko |  | AC Sparta Praha „B“ | Stadion v Kvapilově ulici, Tábor |  |  |
| 16:30              |                 |  |                     |                                  |  |  |
|                    |                 |  |                     |                                  |  |  |

| 21 2. dubna 2022 | FK Ústí nad Labem |  | AC Sparta Praha „B“ | Městský stadion, Ústí nad Labem |  |  |
| 18:00            |                   |  |                     |                                 |  |  |
|                  |                   |  |                     |                                 |  |  |

| 22 9. dubna 2022 | AC Sparta Praha „B“ |  | MFK Vyškov | Stadion Evžena Rošického, Praha |  |  |
| 16:30            |                     |  |            |                                 |  |  |
|                  |                     |  |            |                                 |  |  |

| 23 13. dubna 2022 | FC Sellier & Bellot Vlašim |  | AC Sparta Praha „B“ | Stadion v Kollárově ulici, Vlašim |  |  |
| 17:00             |                            |  |                     |                                   |  |  |
|                   |                            |  |                     |                                   |  |  |

| 24 16. dubna 2022 | AC Sparta Praha „B“ |  | FC Zbrojovka Brno | Stadion Evžena Rošického, Praha |  |  |
| 17:00             |                     |  |                   |                                 |  |  |
|                   |                     |  |                   |                                 |  |  |

| 25 23. dubna 2022 | FK Fotbal Třinec |  | AC Sparta Praha „B“ | Stadion Rudolfa Labaje, Třinec |  |  |
| 17:00             |                  |  |                     |                                |  |  |
|                   |                  |  |                     |                                |  |  |

| 26 27. dubna 2022 | AC Sparta Praha „B“ |  | FC Vysočina Jihlava | Stadion Evžena Rošického, Praha |  |  |
| 17:00             |                     |  |                     |                                 |  |  |
|                   |                     |  |                     |                                 |  |  |

| 27 30. dubna 2022 | FK Dukla Praha |  | AC Sparta Praha „B“ | Stadion Juliska, Praha |  |  |
| 17:00             |                |  |                     |                        |  |  |
|                   |                |  |                     |                        |  |  |

| 28 7. května 2022 | AC Sparta Praha „B“ |  | SFC Opava | Stadion Evžena Rošického, Praha |  |  |
| 17:00             |                     |  |           |                                 |  |  |
|                   |                     |  |           |                                 |  |  |

| 29 11. května 2022 | SK Líšeň |  | AC Sparta Praha „B“ | Stadion SK Líšeň, Brno |  |  |
| 17:00              |          |  |                     |                        |  |  |
|                    |          |  |                     |                        |  |  |

| 30 14. května 2022 | AC Sparta Praha „B“ |  | MFK Chrudim | Stadion Evžena Rošického, Praha |  |  |
| 17:00              |                     |  |             |                                 |  |  |
|                    |                     |  |             |                                 |  |  |

## Přátelská utkání
| 19. června 2021 | AC Sparta Praha „B“ | 0 : 2 | FK Dukla Praha | Praha |  |  |
|                 |                     |       |                |       |  |  |
|                 |                     |       |                |       |  |  |

| 30. června 2021 | AC Sparta Praha „B“ | 4 : 1 | 1. FC Norimberk U23 | Chodová Planá |  |  |
|                 |                     |       |                     |               |  |  |
|                 |                     |       |                     |               |  |  |

| 3. července 2021 | AC Sparta Praha „B“ | 1 : 3 | FC Slovan Liberec | Mnichovo Hradiště |  |  |
|                  |                     |       |                   |                   |  |  |
|                  |                     |       |                   |                   |  |  |

| 7. července 2021 | AC Sparta Praha „B“ | 1 : 1 | FK Jablonec |  |  |  |
|                  |                     |       |             |  |  |  |
|                  |                     |       |             |  |  |  |